# Otto Wagner (Fußballspieler, FC Bayern München)
Otto Wagner ist ein ehemaliger deutscher Fußballspieler.

## Karriere
Wagner gehörte zur Saison 1943/44 dem FC Bayern München als Abwehrspieler an und war mit ihm in der ein Jahr zuvor durch die kriegsbedingten Umstände auf zwei Gruppen aufgeteilte Gauliga Bayern in der Gauliga Südbayern aktiv. Nach 18 Spieltagen und vier Punkten vor der KSG BC/Post Augsburg gewann er mit den Bayern die Südbayerische Meisterschaft, die bereits nach dem 15. Spieltag – rein rechnerisch – feststand. Für den FC Bayern München war es der erste Meistertitel in der Gauliga, die ab 1939 offiziell Sportbereichsklasse hieß. Wagner nahm infolgedessen mit der Mannschaft an der Endrunde um die Deutsche Meisterschaft teil, doch nach der 1:2-Niederlage n. V. in der 1. Runde beim VfR Mannheim schied er mit ihr aus dem Wettbewerb aus. Wagner bestritt zudem am 22. August 1943 das beim BC Augsburg mit 0:3 verlorene Erstrundenspiel um den Tschammerpokal. In der zwölften und letzten Spielzeit der Gauliga Bayern wurde diese noch einmal in fünf Sportbereichsklassen unterteilt, jedoch konnte nur in der Sportbereichsklasse München/Oberbayern ein Meister ermittelt werden. Wagner gewann mit dem FC Bayern München nach 15 von 18 absolvierten Punktspielen, auch diesmal – rein rechnerisch – die Oberbayerische Meisterschaft, nachdem man am 25. März 1945 bei der SpVgg Sendling mit 3:1 gewonnen und den nötigen Vorsprung erkämpft hatte. In der neu geschaffenen Oberliga Süd, der ersten Oberliga in Deutschland, absolvierte Wagner seine letzte Spielzeit für den FC Bayern München und kam in zehn Punktspielen zum Einsatz. Sein Debüt gab er am 4. November 1945 (1. Spieltag) bei der 1:2-Niederlage im Auswärtsspiel gegen den 1. FC Nürnberg.

## Erfolge
- Oberbayerischer Meister 1945
- Südbayerischer Meister 1944